# Введение в системы баз данных
Введение в системы баз данных — книга Кристофера Дейта, посвящённая теории систем управления базами данных, выдержала восемь переизданий. Включает постоянно актуализируемое изложение теории баз данных, широко используется как учебник для вузов.
Впервые книга вышла в 1975 году в издательстве Addison–Wesley. В процессе переизданий книга существенно перерабатывалась, в частности, в 1990-е годы были исключены главы об иерархической и сетевой моделях данных и включены сведения о набиравших популярность объектно-ориентированных, распределённых, дедуктивных системах. Включая все переиздания на английском языке суммарный тираж составил 700 тыс. экземпляров.
На русском языке в 1980 году в издательстве «Наука» выпущен перевод 2-го издания. Отмечается, что именно этот перевод установил терминологию в сфере реляционных баз данных. С конца 1990-х годов переводы очередных изданий книги выпускались издательствами «Вильямс» и «Диалектика».